# Engin Memişler
Engin Memişler (* 25. September 1987 in Salihli) ist ein türkischer Fußballspieler.

## Karriere
Memişler begann mit dem Vereinsfußball in der Jugend von Yeni Salihlispor und spielte anschließend der Reihe nach für die Jugendmannschaften von Salihli Belediyespor und Denizlispor. Bei Letzterem erhielt er zum Sommer 2006 einen Profivertrag, wurde aber gleich an den Viertligisten Denizli Belediyespor ausgeliehen. Nach einer Saison kehrte er zu Denizlispor zurück und kam als Ergänzungsspieler pro Saison zu durchschnittlich 15 Ligaeinsätzen. Nach dem Abstieg Denizlispors in die TFF 1. Lig zum Sommer 2010 blieb Memişler im Team und erhoffte sich einen Stammplatz. Der neue Trainer Hamza Hamzaoğlu verzichtete auf die Dienste Memişlers und legte ihm zur Winterpause einen Wechsel nahe. So verließ Memişler den Verein und ging zum Ligakonkurrenten Akhisar Belediyespor. Zwei Monate nach seinem Wechsel wurde der bei Denizlispor zurückgetretene Hamzaoğlu als neuer Trainer bei Akhisar Belediyespor vorgestellt. Memişler hatte auch hier die gleichen Probleme.
So wechselte Memişler zum Sommer 2011 zum Drittligisten Turgutluspor. Hier spielte er nur eine Saison und wechselte anschließend zum Zweitligisten Adana Demirspor. Zur Wintertransferperiode 2012 verließ er nach einer Vertragsauflösung Adana Demirspor. Zum Frühjahr 2013 wurde sein Wechsel zum Drittligisten İnegölspor bekanntgegeben.